# 네 컷 만화

네 컷 만화의 기본적 구조 (기-승-전-결)

네 컷 만화는 네 컷으로 이루어지는 만화의 한 형식, 또는 그렇게 그린 만화를 말한다.

## 개요
네 컷 만화는 네개의 만화 컷에 간결한 형식으로 내용을 담은 짧은 만화이다. 1열에 네개의 컷을 배열하는 것을 원칙으로 하나 2x2형식의 밭 전(田)자형 배열 혹은 3컷이나 8컷등의 변형된 형태의 만화도 비슷한 형식을 따른다. "만화의 기본과정"이라고 불리기도 했으며 내용은 기본적으로 한컷에 하나씩 기,승,전,결의 구조를 따르나 최근에는 이런 기승전결의 구조를 벗어난 형태의 네 컷 만화도 다수 등장하고 있다.
짧고 간결한 내용을 빠르게 전달하기 때문에 주로 신문 한구석을 장식하는 시사,풍자 만화나 만화 잡지의 구석 페이지에 연재되기도 하나 스토리라인을 가지는 형태의 네 컷 만화도 존재하고 있다. 이는 4컷에 스토리가 종료되는 것이 아닌 다음 네 컷에 그 다음 스토리를 계속 이어가는 형태로 이어지나 이 네 컷 안에서도 기승전결의 구조는 유지되는 것이 보통이다.

## 일본에서의 네 컷 만화
만화의 근원지인 일본에서의 네 컷 만화는 초기엔 신문이나 잡지의 한구석에서 주로 연재되었으나 점점 그 규모와 작품성이 상승해 현재는 네 컷 만화만을 전문적으로 연재하는 만화 잡지가 다수 등장할 정도의 규모를 자랑하고 있다.
주로 일상 생활을 주제로 하여 스토리라인을 갖추는 형태의 만화가 주류를 이루나 스토리라인이 없는 형태의 네 컷 만화도 다수 시도되었으며 90년대부터는 네 컷 만화에 모에 요소를 첨가한 모에 네 컷 만화가 시도되기 시작하여 1999년 아즈마 기요히코의 "아즈망가 대왕"으로 애니메이션화 되는 등의 큰 성공을 거두게 된다.
대표적인 네 컷 만화 전문 잡지로는 호분샤가 발행하는 "망가타임" 및 "망가타임 키라라MAX"가 있다.

### 목록
- 《아즈망가 대왕》 (아즈마 기요히코)
- 《히다마리 스케치》 (아오키 우메)
- 《러키☆스타》 (요시미즈 카가미)
- 《GA 예술과 아트디자인 클래스》 (키유즈키 사토코)
- 《사자에상》(하세가와 마치코)
- 《케이온!》 (카키후라이)
- 《관지기 쿠로》(키유즈키 사토코)
- 《수호캐릭터짱!》(나프탈렌 미즈시마)
- 《WORKING!!》 (타카츠 카리노)
- 《주문은 토끼입니까?》(Koi)
- 《RPG 부동산》(켄모츠 치요)
- 《봇치 더 록!》(하마지 아키)
- 《히토리 봇치의 ○○생활》(카츠오)
- 《별무리 텔레패스》(오쿠마 라스코)
- 《사랑하는 소행성》(Quro)
- 《mono》(아f로)
- 《배드 걸》(니쿠마루)

## 한국에서의 네 컷 만화
한국에서는 20세기 초반(일제강점기)부터 신문에 연재된 네 컷 만화가 등장하기 시작했다. 그런 예로는 《멍텅구리 헛물켜기》, 《고바우 영감》등이 해당한다.  웹툰으로는《오로지 너를 이기고 싶어》등이 있다.